# Aykut Kocaman
Aykut Kocaman (ur. 5 kwietnia 1965 w Sakaryi) – turecki trener i piłkarz grający na pozycji napastnika. W swojej karierze rozegrał 12 meczów w reprezentacji Turcji i strzelił w nich 1 gola.

## Kariera klubowa
Karierę piłkarską Kocaman rozpoczął w klubie Sakaryaspor. W sezonie 1984/1985 zadebiutował w nim w pierwszej lidze tureckiej. W sezonie 1985/1986 spadł z Sakaryasporem do drugiej ligi, ale w 1987 roku wrócił do pierwszej. W sezonie 1987/1988 zdobył z Sakaryasporem Puchar Turcji.
Latem 1988 roku Kocaman przeszedł do Fenerbahçe SK ze Stambułu, gdzie stał się podstawowym zawodnikiem. Wraz z Fenerbahçe dwukrotnie wywalczył tytuł mistrza Turcji w latach 1989 i 1996. W sezonie 1988/1989 z 29 golami został królem strzelców tureckiej ligi. W sezonach 1991/1992 i 1994/1995 także był najlepszym strzelcem ligi, strzelając odpowiednio 25 i 27 bramek. W barwach Fenerbahçe od 1988 do 1996 roku strzelił 140 goli w 212 rozegranych meczach.
W 1996 roku Kocaman odszedł z Fenerbahçe do İstanbulsporu. Grał w nim do końca sezonu 1999/2000, a następnie zakończył swoją karierę.
| Sezon   | Klub            | Kraj   | Rozgrywki | Mecze | Bramki |
| ------- | --------------- | ------ | --------- | ----- | ------ |
| 1984/85 | Sakaryaspor     | Turcja | 1. Lig    | 9     | 1      |
| 1985/86 | Sakaryaspor     | Turcja | 1. Lig    | 29    | 6      |
| 1986/87 | Sakaryaspor     | Turcja | 2. Lig    | ?     | ?      |
| 1987/88 | Sakaryaspor     | Turcja | 1. Lig    | 30    | 16     |
| 1988/89 | Fenerbahçe SK   | Turcja | 1. Lig    | 34    | 29     |
| 1989/90 | Fenerbahçe SK   | Turcja | 1. Lig    | 33    | 10     |
| 1990/91 | Fenerbahçe SK   | Turcja | 1. Lig    | 19    | 13     |
| 1991/92 | Fenerbahçe SK   | Turcja | 1. Lig    | 26    | 25     |
| 1992/93 | Fenerbahçe SK   | Turcja | 1. Lig    | 18    | 14     |
| 1993/94 | Fenerbahçe SK   | Turcja | 1. Lig    | 17    | 14     |
| 1994/95 | Fenerbahçe SK   | Turcja | 1. Lig    | 34    | 27     |
| 1995/96 | Fenerbahçe SK   | Turcja | 1. Lig    | 32    | 8      |
| 1996/97 | İstanbulspor AŞ | Turcja | 1. Lig    | 22    | 9      |
| 1997/98 | İstanbulspor AŞ | Turcja | 1. Lig    | 25    | 16     |
| 1998/99 | İstanbulspor AŞ | Turcja | 1. Lig    | 16    | 7      |
| 1999/00 | İstanbulspor AŞ | Turcja | 1. Lig    | 19    | 5      |

## Kariera reprezentacyjna
W reprezentacji Turcji Kocaman zadebiutował 12 lutego 1992 roku w zremisowanym 1:1 towarzyskim meczu z Finlandią. W swojej karierze grał w eliminacjach do MŚ 1994. Od 1992 do 1995 roku rozegrał w kadrze narodowej 12 meczów, w których strzelił 1 gola.
| Mecze i gole w reprezentacji | Mecze i gole w reprezentacji | Mecze i gole w reprezentacji | Mecze i gole w reprezentacji | Mecze i gole w reprezentacji | Mecze i gole w reprezentacji | Mecze i gole w reprezentacji |
| #                            | Data                         | Stadion                      | Rywal                        | Wynik                        | Gol                          | Rozgrywki                    |
| 1992                         | 1992                         | 1992                         | 1992                         | 1992                         | 1992                         | 1992                         |
| ---------------------------- | ---------------------------- | ---------------------------- | ---------------------------- | ---------------------------- | ---------------------------- | ---------------------------- |
| 1.                           | 12.02.1992                   | Adana, Turcja                | Finlandia                    | 1:1                          | 0                            | towarzyski                   |
| 2.                           | 08.04.1992                   | Ankara, Turcja               | Dania                        | 2:1                          | 0                            | towarzyski                   |
| 3.                           | 30.05.1992                   | Gelsenkirchen, RFN           | RFN                          | 0:1                          | 0                            | towarzyski                   |
| 4.                           | 26.08.1992                   | Trabzon, Turcja              | Bułgaria                     | 3:2                          | 0                            | towarzyski                   |
| 5.                           | 23.09.1992                   | Poznań, Polska               | Polska                       | 0:1                          | 0                            | el. MS 1994                  |
| 6.                           | 28.10.1992                   | Ankara, Turcja               | San Marino                   | 4:1                          | 0                            | el. MS 1994                  |
| 1993                         |                              |                              |                              |                              |                              |                              |
| 7.                           | 10.03.1993                   | Serravalle, San Marino       | San Marino                   | 0:0                          | 0                            | el. MS 1994                  |
| 1995                         |                              |                              |                              |                              |                              |                              |
| 8.                           | 15.02.1995                   | Izmir, Turcja                | Rumunia                      | 1:1                          | 0                            | towarzyski                   |
| 9.                           | 08.03.1995                   | Stambuł, Turcja              | Izrael                       | 2:1                          | 1                            | towarzyski                   |
| 10.                          | 04.06.1995                   | Toronto, Kanada              | Kanada                       | 3:1                          | 0                            | towarzyski                   |
| 11.                          | 07.06.1995                   | Montreal, Kanada             | Kanada                       | 3:0                          | 0                            | towarzyski                   |
| 12.                          | 20.06.1995                   | Coquimbo, Chile              | Nowa Zelandia                | 2:1                          | 0                            | Copa Centenario 1995         |

## Kariera trenerska
Po zakończeniu kariery piłkarskiej Kocaman został trenerem. W 2000 roku został trenerem İstanbulsporu AŞ, w którym parę miesięcy wcześniej zakończył karierę. W İstanbulsporze pracował przez cztery lata. W 2004 roku, gdy İstanbulspor miewał kłopoty finansowe, Kocaman odszedł z klubu i został trenerem Malatyasporu. W marcu 2005 podał się do dymisji. W sezonie 2005/2006 prowadził Konyaspor, a w sezonie 2006/2007 - BB Ankaraspor. W sezonie 2008/2009 ponownie był trenerem Ankarasporu.
26 czerwca 2010 roku Kocaman został trenerem Fenerbahçe SK, przejmując zespół po Niemcu, Christophie Daumie. W sezonie 2010/2011 doprowadził Fenerbahçe do wywalczenia 18. w historii mistrzostwa Turcji i tym samym wyprzedzenia Galatasaray SK w ilości wywalczonych tytułów. Stał się jedynym człowiekiem w historii klubu, który wywalczył z Fenerbahçe mistrzostwo jako zawodnik i jako trener. W 2013 roku rozstał się z klubem.
W 2014 roku został trenerem Konyasporu.
W 2017 roku ponownie został trenerem Fenerbahçe i tym samym odszedł z Konyasporu.